# Eric Aronsson
Eric Aronsson, född den 6 januari 1817 i Skedevi församling, Östergötlands län, död den 21 januari 1897, var en svensk naturläkare, känd som Vingåkersdoktorn. 
Han var verksam i Västra Vingåker från 1850-talet och framåt.